# Rugby
 For alternative betydninger, se Rugby (flertydig). (Se også artikler, som begynder med Rugby)
Rugby er en holdsport, der dyrkes over hele verden. Der er hovedsagelig to varianter af sporten rugby union og rugby league.
Rugby spilles med en oval bold, der skal frem over banen. Der er forbud mod at kaste bolden frem ad banen. For at bringe bolden frem må spillerne løbe med bolden, eller de kan sparke den fremad. Der scores mål ved at opnå Try eller Goal. Ved Try skal bolden lægges bag modstanderens baglinje. Try minder om touchdown, der kendes fra amerikansk fodbold. Goal opnås ved at sparke bolden over tværliggeren, der står mellem modstanderens målstænger.
Rugby er en fysisk hård og krævende idræt med megen fysisk kontakt. Spillerne bruger ingen eller kun begrænset beskyttelse, og der er derfor stærkt fokus på spillernes sportslige optræden, og spillet anses for at være en "gentleman sport".

## Typer
Der findes flere forskellige typer rugby:
- 15-mands Rugby eller Rugby Union.
  - 12-mands rugby, spilles i Frankrig af ungdomshold og seniorernes reservehold.
  - 7-mands Rugby eller Rugby Sevens.
  - Mini rugby, som er skabt for at initiere børn til sporten og spilles af 9 spillere.
- 13-mands Rugby eller Rugby League.
  - 9.mands rugby.
  - 7-mands rugby er en 7-mands variant af Rugby League.
- Forskellige varianter uden kropskontakt af enten rugby union eller rugby league.
  - Touch rugby.
  - Beach rugby, som spilles på sand.
  - Tag rugby.
- Handicap varianter af enten rugby union eller rugby league.
  - Kørestolsrugby, som er en paralympisk sport. Sporten er opfundet i Canada i 1977 og er en blanding af rugby union, ishockey og basketball.
  - Kørestolsrugby (13-mands).

13-mands og 15-mands er de traditionelle rugbytyper, hvor 7-mands er den nye (første kamp spillet i 1880). 7-mands er i kraftig fremvækst både i Danmark og i resten af verden – ikke mindst på grund af, at 7-mands rugby er kommet på det olympiske program med premiere til OL i Rio i 2016.

## Historie
Rugby er en videreudvikling af en gammel walisisk eller kornisk sport kendt som (kornisk) hurling, der gik ud på at bære en bold i mål af enten enkeltspillere eller hold.
At rugby skulle være opfundet på Rugby School, har vist sig, at være en myte. Dog tilskrives William Webb Ellis stadigvæk æren som opfinder af rugby, sandsynligvis på grund af manglen på andre egnede kandidater. Men sandheden er at spillet udviklede sig over tid, mens spillerne opfandt og forfinede reglerne.
I 1895 blev Rugby League udskilt fra Rugby Union.

## Rugby Union (15-mands)
Tekst mangler, hjælp os med at skrive teksten

## Rugby League (13-mands)
Tekst mangler, hjælp os med at skrive teksten